# استعاره رابط کاربری
در طراحی رابط کاربری، یک استعاره ی رابط کاربری (به انگلیسی: Interface metaphor) مجموعه ای از تصاویر، رفتارها، و فرایندهای رابط کاربری می‌باشد، که این مجموعه از دانش خاصی که کاربران هم‌اکنون دربارهٔ «زمینه‌های دیگر» دارند، استفاده می‌کند. هدف از استعاره در رابط کاربری، استفاده از «دانش آنی کاربر» دربارهٔ روش تعامل با رابط کاربری می‌باشد. این استعاره‌ها برای شبیه بودن به موجودیت‌های فیزیکی طراحی شده‌اند، اما ویژگی‌های خاص خودشان را دارند (مثلا استعاره رومیزی و پرتال‌های وب).

## اساس استعاره‌ها
استعاره‌های رابط کاربری می‌توانند بر اساس یک «رفتار» یا یک «شیء(ظرف شکل)» یا ترکیبی از آنها باشند. این استعاره‌ها با دانش «آشنا» ی کاربر کار می‌کنند تا به آنها کمک کنند تا موارد «غیر آشنا» را بفهمند؛ و به جای آن قرار می‌گیرند تا کاربر آن را بهتر بفهمد.

## مثال‌ها
یک مثال از استعاره رابط کاربرد، شباهت «فایل» و «فولدر» برای سیستم فایل‌بندی یک سیستم عامل می‌باشد.
مثال دیگر نمایش «دید درختی» از یک سیستم فایل، در یک مدیر فایل می‌باشد.

## ارزیابی
طراحان نرم‌افزار سعی دارند تا برنامه‌های کاربردی را برای تازه‌کارها و باتجربه‌ها برای استفاده ساده‌سازی کنند، روش آنها برای این کار ساخت استعاره‌های سفت و سختی است که تجربه‌های جهان واقعی کاربر را شبیه‌سازی می‌کند. پیشرفت‌های مداوم فنی، ساخت استعاره‌هایی که این تجربه‌های جهان واقعی را به تصویر می‌کشند را واقعی تر می‌سازند، تا در نهایت کارایی رابط کاربری را بالا ببرند.
با این حال کاربران تازه‌کار می‌توانند از یک نوع جعبهٔ کمک استفاده کنند، زیرا استعاره همیشه برای آنها برای فهم شان به اندازه کافی واضح نیست. بدون توجه به آنکه چقدر برنامه‌نویس تلاش کرده‌است که آن را شبیه به چیزی بسازد که کاربر آن را می‌فهمد.
با تجربه‌ها از جهت دیگر می‌توانند بفهمند که چه چیز در جنبه‌های فنی یک استعاره رابط کاربری همراه می‌باشد. آنها می‌دانند که چه کار می‌خواهند بکنند و چگونه باید آن کار را بکنند- و بنابراین آنها میانبرهایی طراحی می‌کنند تا در دسترسی به اهدافشان به آنها کمک کنند.
در حالیکه مفهومی که پشت استعارهٔ رابط کاربری ساده به نظر می‌رسد (که این مفهوم بالا بردن ساده‌سازی مؤثر یک رایانه است)، مدارک و شواهد آزمایشگاهی برای پشتیبانی از این ادعاها وجود ندارد. پژوهش‌های کمی به صورت تکمیل شده وجود دارد که مزایای پیاده‌سازی استعاره‌ها در سیستم‌های رایانه ای را نشان می‌دهند، مثلاً پژوهش‌های کمی است که نشان می‌دهد چه چیزی یک استعاره را مؤثر تر می‌سازد.